# Trudy Tbilisskogo Botanicheskogo Instituta
Trudy Tbilisskogo Botanicheskogo Instituta (abreviado Trudy Tbilissk. Bot. Inst.) es una revista con ilustraciones y descripciones botánicas que es editada en Tiblisi desde el año 1938 hasta ahora. Se publicó una primera serie desde 1938 a 1949 con los números 2-13 y desde el año 1953 hasta ahora. Fue precedida por Trudy Tiflissk. Bot. Inst.